# حق مردن نیست - چنگیز خان
حق مردن نیست - چنگیز خان (مغولی: Үхэж үл болно, Чингис Хаан) فیلمی به کارگردانی اردنبولگان محصول ۲۰۰۸ است که بر اساس زندگی تموجین، چنگیز خان جوان و اتحاد مغولستان که قبلاً متشکل از پادشاهی‌های متخاصم و کوچک بود، ساخته شده‌است. این فیلم یکی از پرهزینه‌ترین فیلم‌های تولید شده در مغولستان است.